# 長野レイナ
長野 レイナ（ながの レイナ、1993年6月26日 - ）は、千葉県出身。かつてはGMBプロダクション所属の元女優。

## 人物
- 趣味：歌。
- 特技：卓球。
- 身長153cm、靴のサイズ23cm。
- 軽音楽部に入っていてベースを担当、ギターとドラムもできる。
- 現在は所属事務所を退所。
- バンドじゃないもん!というアイドルグループで甘夏ゆずとして活動中

## 出演作品

### 映画
- 「ちいさな恋のものがたり」監督：萩原将司（2008年4月19日、Surfrider）中学生時代の有希 役
- 「うたかた 〜翳る陽の少女〜」 監督：神宮司聖（2008年12月13日、フニュウ株式会社）渡辺雛子 役
- 「14才のハラワタ」監督：佐山もえみ（2009年10月17日、トリウッド）原田ワタル 役

### テレビドラマ
- 「侍戦隊シンケンジャー」- 第十九幕「侍心手習中」(テレビ朝日、2009年6月28日)中学生 役

### CM
- 中央酪農会議「牛乳に相談だ。〜相談会篇〜」（2008年）
- セガトイズ〜スプレーアート篇〜（2008年）

### DVD
- 「うたかた」（2009年6月1日、ビーエムドットスリー）
- 「Nostalgie」（2010年4月30日、BNS）
- 「14才のハラワタ」（2010年7月23日、アムモ98）